# Confédération des travailleurs haïtiens
Pour les articles homonymes, voir CTH.
La Confédération des travailleurs haïtiens (CTH) est une confédération syndicale d'Haïti fondée en 1959 Elle est affiliée à la Confédération syndicale internationale et à la Confédération syndicale des travailleurs et travailleuses des Amériques.

## Histoire
La CTH est fondée le 1er août 1959.

## Organisations affiliées
Onze fédérations sont affiliées à la CTH, elle dispose de trois commissions nationales sur les femmes, les droits de l’homme et la jeunesse :
- Fédération des travailleurs de l’industrie et de la sous-traitance
- Fédération haïtienne des travailleurs artisans et professionnels (FEHATRAP)
- Fédération nationale des travailleurs paysans agricoles (FENATAPA)
- Fédération haïtienne des travailleurs de la presse et de la communication (FHTP)
- Fédération nationale des travailleurs de la santé (FENATRAS)
- Fédération nationale des travailleurs de l’éducation et de la culture (FENATEC)
- Fédération nationale des travailleurs de la construction (FENATCO)
- Fédération haïtienne des coopératives et mutuelles d’assurance des coopératives de travail (FEHCOMTRA)
- Fédération nationale du secteur Commerce (FENASCOM)
- Fédération nationale des travailleurs publics des transports
- Fédération nationale des travailleurs du tourisme (FENADETH)
- Syndicat des employés de l'Autorité portuaire nationale (SEAPN)

## Dirigeants
- Jacques Belzin
- René Previl Joseph
- Marie-Louise Lebrun Louimarre